# McDonnell Douglas MD-90
El McDonnell Douglas MD-90 (también llamado Boeing MD-90) fue un avión comercial de dos motores jet, medio alcance y pasillo simple, con capacidad para 172 pasajeros. Fue desarrollado a partir de la serie MD-80 de McDonnell Douglas. Las principales diferencias son el cambio a los motores más eficientes International Aero Engines V2500 y el fuselaje más largo.
La serie MD-80 fue desarrollada a partir del McDonnell Douglas DC-9, y fue lanzada en octubre de 1980. Fue modificada en la MD-90 en 1989 y en la MD-95 (posteriormente llamada Boeing 717) en 1998. Sus principales competidores fueron el Airbus A320 y el Boeing 737-800.
El MD-90 se lanzó en 1989, realizó su primer vuelo en 1993 y el primer avión entró en servicio en 1995 en Delta Air Lines. Tenía dos versiones, la -30 (con una autonomía de 3.860 kilómetros) y la -30ER (con 4.426 kilómetros empleando el depósito de combustible auxiliar). Se ofreció una versión con un fuselaje más largo y con más capacidad de pasajeros, denominada -50, pero no recibió ningún pedido.
La producción cesó en 2000. El último avión le fue entregado a Saudi Arabian Airlines.

## Operadores

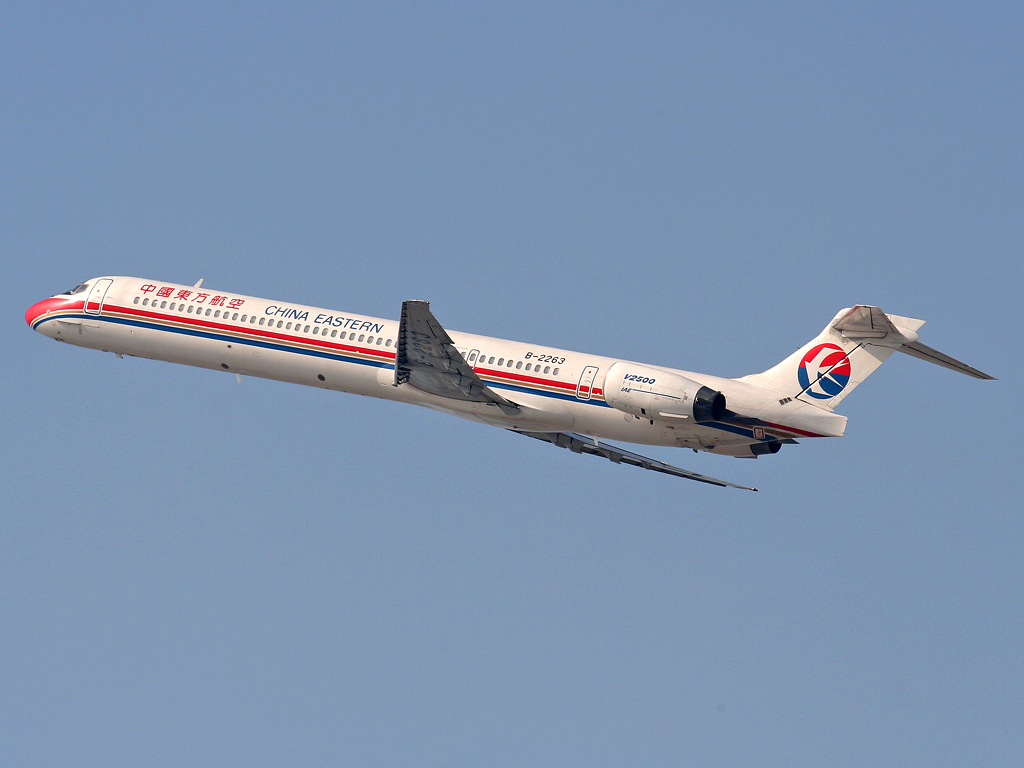
MD-90 de China Eastern Airlines.

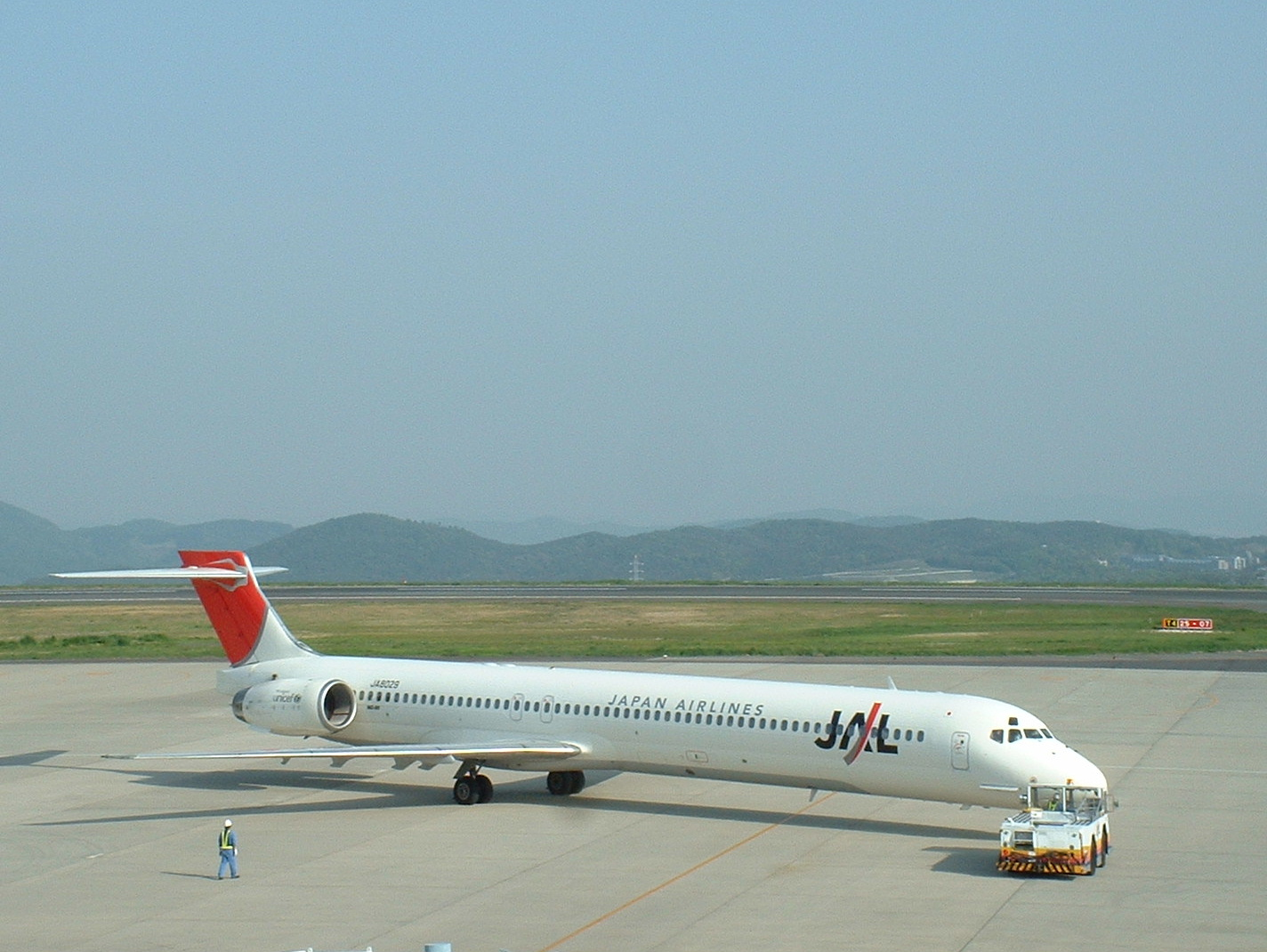
MD-90 de Japan Airlines.

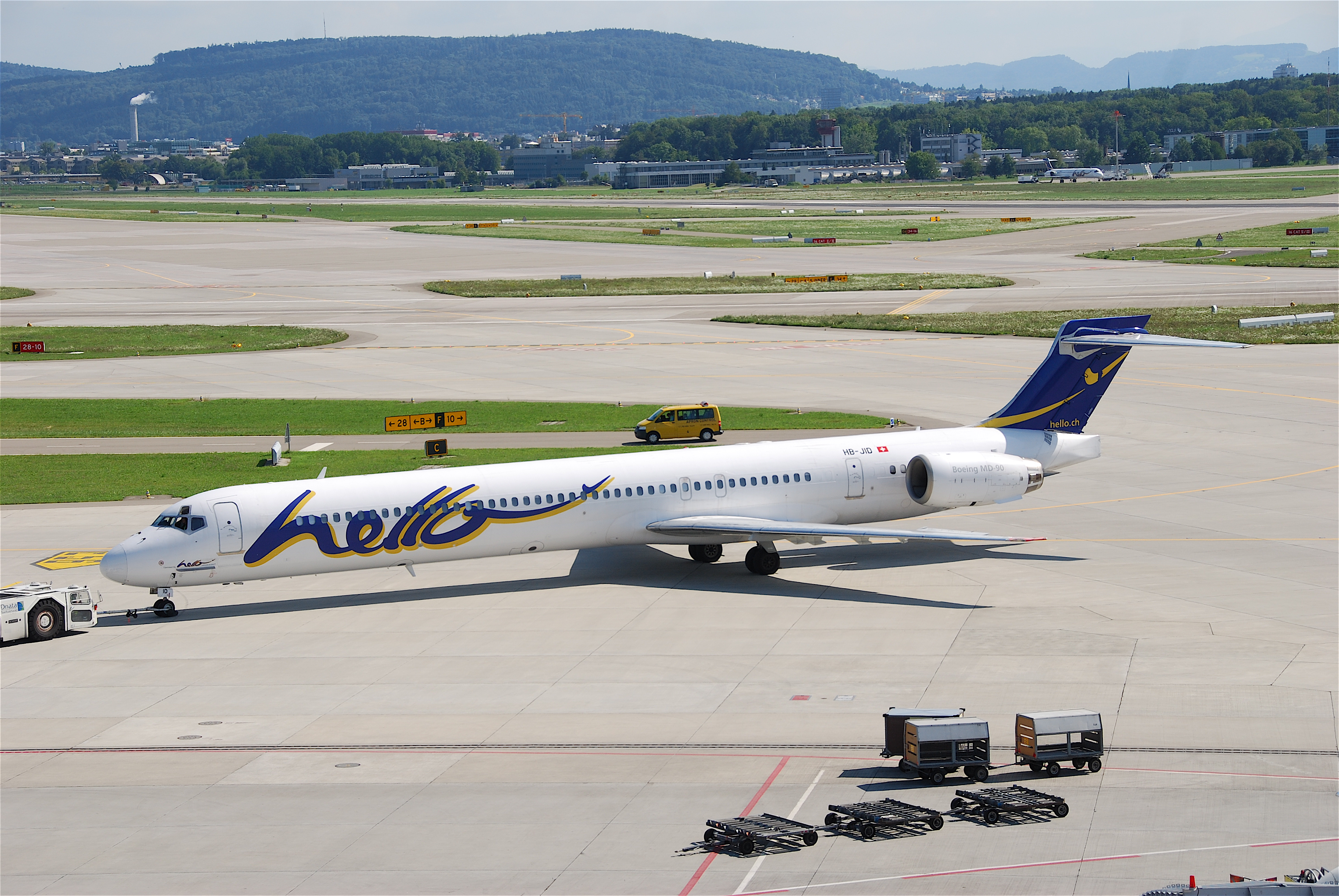
MD-90 de Hello Moto.

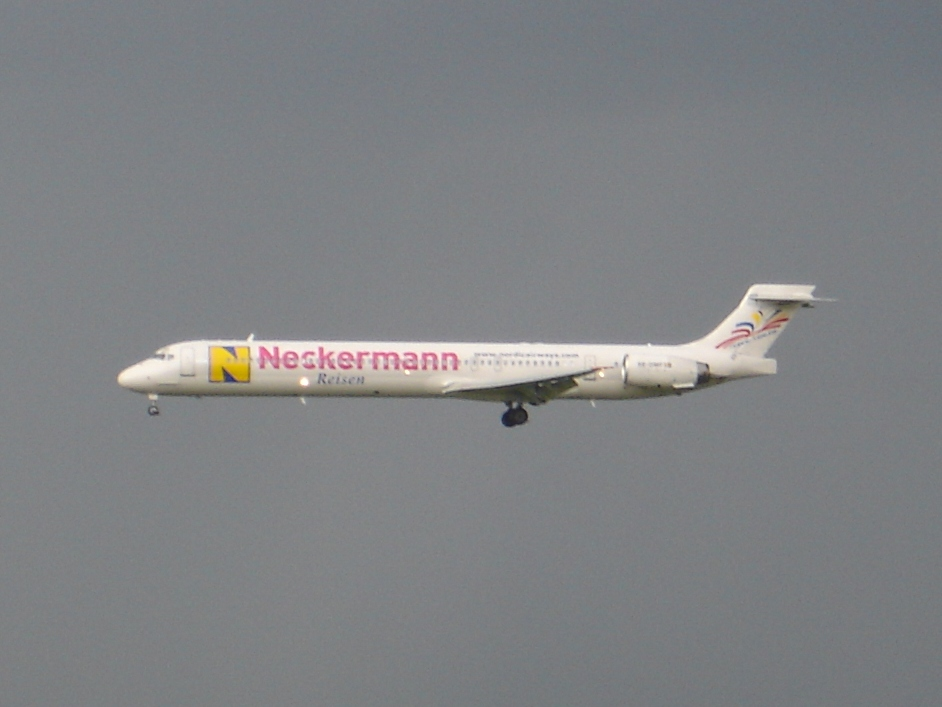
MD-90 de Nordic Leisure.

En junio de 2020, el MD-90 fue retirado oficialmente de servicio comercial, siendo Delta Air Lines su último operador.

### Antiguos Operadores

#### África
Egipto
- AMC Airlines (5)[2]

 Túnez
- Tunisair (1)[3]

#### América
Aruba
- Air Aruba

 Estados Unidos
- Delta Air Lines (78)[4]
- American Airlines (5)[5]

#### Asia
Chipre
- Cyprus Turkish Airlines

 Arabia Saudita
- Saudia (29)[6]

 China
- China Southern Airlines (13)[7]
- China Eastern Airlines (9)[8]

 Indonesia
- Lion Air (5)[9]

 Japón
- Japan Airlines (16)[10]

 República de China
- Uni Air (14)[11]
- EVA Air (7)[12]
- Far Eastern Air Transport (2)[13]

#### Europa
Finlandia
- Blue1

 Malta
- Air Malta (1)[14]

 Suecia
- Nordic Airways
- Scandinavian Airlines System (8)[15]

 Suiza
- Hello Moto

 Turquía
- Turkish Airlines (2)[16]

## Variantes
MD-90-30Versión estándar con cabina actualizada y dos motores IAE V2500.
MD-90-30ERVersión con mayor autonomía (ER, extended range).
MD-90-30TSimilar al MD-90-30, pero construido por Shanghi Aviation (solo se construyeron dos aparatos).

## Especificaciones
|                         | MD-90-30                                                                          | MD-90-30ER                                                                        |
| Pasajeros               | 153 (2 clases) 172 (1 clase)                                                      | 153 (2 clases) 172 (1 clase)                                                      |
| Peso máximo en despegue | 156 000 lb (70 760 kg)                                                            | 168 000 lb (76 204 kg)                                                            |
| Autonomía               | 2.085 nmi (3.860 km)                                                              | 2.172 nmi (4023 km) *2389 nmi (4424 km)                                           |
| Velocidad de crucero    | Mach 0,76 (931 km/h)                                                              | Mach 0,76 (931 km/h)                                                              |
| Longitud                | 152 ft 7 in (46,5 m)                                                              | 152 ft 7 in (46,5 m)                                                              |
| Envergadura             | 107 ft 10 in (32,7 m)                                                             | 107 ft 10 in (32,7 m)                                                             |
| Altura                  | 30 ft 6 in (9,4 m)                                                                | 30 ft 6 in (9,4 m)                                                                |
| Motores (2 x)           | IAE V2525-D5 25 000 lbf (111,21 kN) Opcional: IAE V2528-D5 28 000 lbf (124,55 kN) | IAE V2525-D5 25 000 lbf (111,21 kN) Opcional: IAE V2528-D5 28 000 lbf (124,55 kN) |

Nota: * empleando 565 galones del depósito de combustible auxiliar.

### Desarrollos relacionados
- McDonnell Douglas DC-9
- McDonnell Douglas MD-80
- Boeing 717 (MD-95)
- COMAC ARJ21

### Aeronaves similares
- Airbus A320
- Boeing 737 Next Generation